# Адміністративний устрій Ямпільського району (Вінницька область)
Адміністративний устрій Ямпільського району — адміністративно-територіальний поділ Ямпільського району Вінницької області на 1 міську та 18 сільських рад, які об'єднують 39 населених пунктів та підпорядковані Ямпільській районній раді. Адміністративний центр — місто Ямпіль.

## Список радЯмпільського району
| №  | Назва                              | Центр                   | Населені пункти                                                  | Площа км² | Місце за площею | Населення (2001), чол. | Місце за населенням |
| -- | ---------------------------------- | ----------------------- | ---------------------------------------------------------------- | --------- | --------------- | ---------------------- | ------------------- |
| 1  | Ямпільська міська рада             | м. Ямпіль               | м. Ямпіль                                                        |           |                 |                        |                     |
| 2  | Безводнівська сільська рада        | с. Безводне             | с. Безводне с. Прилужне                                          |           |                 |                        |                     |
| 3  | Бушанська сільська рада            | с. Буша                 | с. Буша с. Держанка с. Дорошівка с. Слобода-Бушанська            |           |                 |                        |                     |
| 4  | Великокісницька сільська рада      | с. Велика Кісниця       | с. Велика Кісниця                                                |           |                 |                        |                     |
| 5  | Гальжбіївська сільська рада        | с. Гальжбіївка          | с. Гальжбіївка с. Біла с. Оксанівка с. Улянівка                  |           |                 |                        |                     |
| 6  | Дзигівська сільська рада           | с. Дзигівка             | с. Дзигівка с. Дзюброве                                          |           |                 |                        |                     |
| 7  | Довжоцька сільська рада            | с. Довжок               | с. Довжок                                                        |           |                 |                        |                     |
| 8  | Качківська сільська рада           | с. Качківка             | с. Качківка                                                      |           |                 |                        |                     |
| 9  | Клембівська сільська рада          | с. Клембівка            | с. Клембівка                                                     |           |                 |                        |                     |
| 10 | Михайлівська сільська рада         | с. Михайлівка           | с. Михайлівка                                                    |           |                 |                        |                     |
| 11 | Петрашівська сільська рада         | с. Петрашівка           | с. Петрашівка с. Миронівка с. Хмелівщина                         |           |                 |                        |                     |
| 12 | Писарівська сільська рада          | с. Писарівка            | с. Писарівка                                                     |           |                 |                        |                     |
| 13 | Порогівська сільська рада          | с. Пороги               | с. Пороги с. Добрянка с. Франківка                               |           |                 |                        |                     |
| 14 | Ратуська сільська рада             | с. Ратуш                | с. Ратуш                                                         |           |                 |                        |                     |
| 15 | Русавська сільська рада            | с. Русава               | с. Русава с. Нечуївка                                            |           |                 |                        |                     |
| 16 | Северинівська сільська рада        | с. Северинівка          | с. Северинівка с. Іванків                                        |           |                 |                        |                     |
| 17 | Слободо-Підлісівська сільська рада | с. Слобода-Підлісівська | с. Слобода-Підлісівська с. Підлісівка с. Придністрянське         |           |                 |                        |                     |
| 18 | Тростянецька сільська рада         | с. Тростянець           | с. Тростянець с. Вітрівка с. Гонорівка с. Лаврівка с. Регляшинці |           |                 |                        |                     |
| 19 | Цекинівська сільська рада          | с. Цекинівка            | с. Цекинівка                                                     |           |                 |                        |                     |

Скорочення: м. — місто, с. — село, смт — селище міського типу, с-ще — селище